# 파커 (기업)

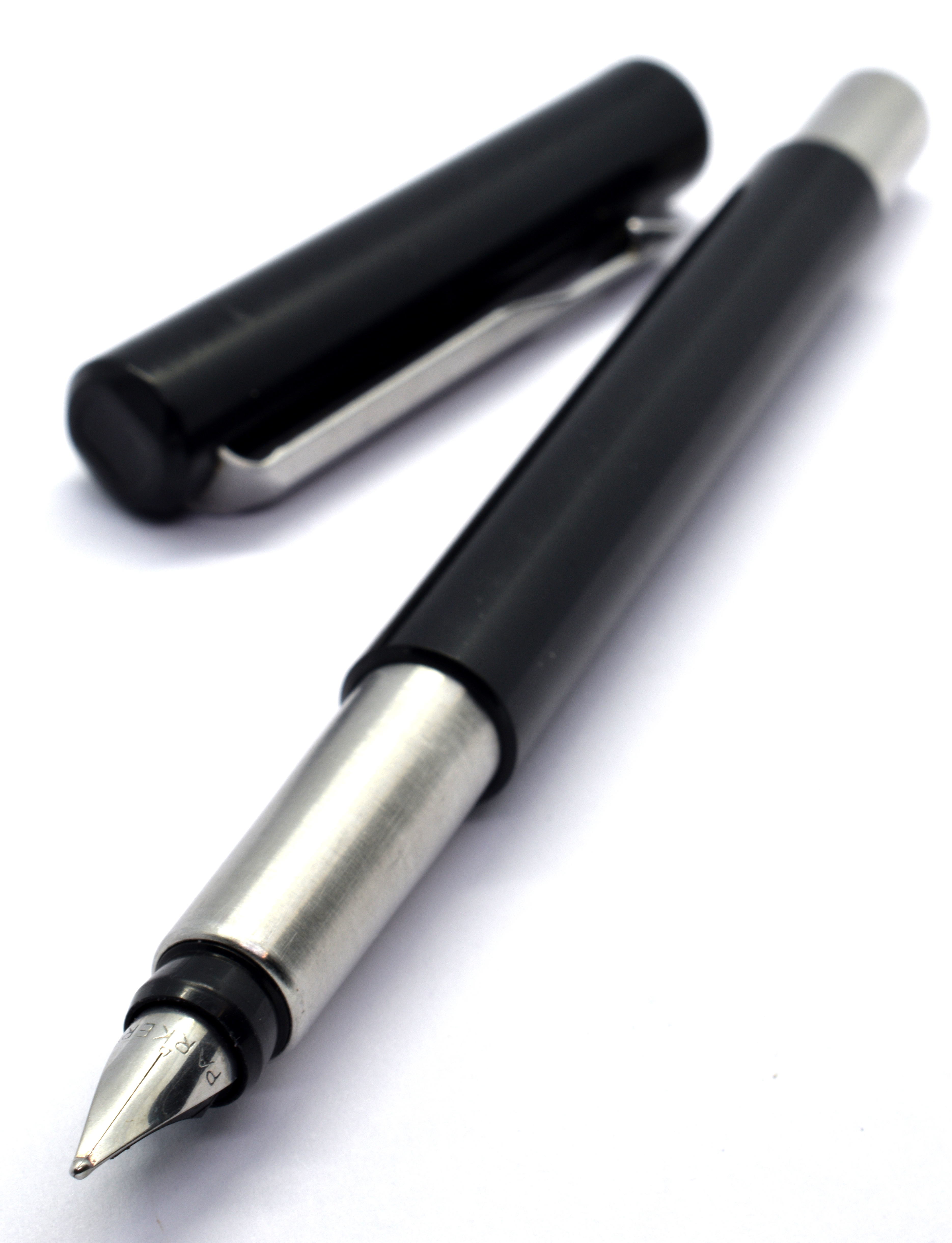

파카(PARKER)는 조지 새포드 파커가 1892년 3월 8일에 미국에서 세운 필기구 제조사이다. 1993년에 유명 볼펜 브랜드 질레트사본사가 이 회사를 인수했다. 2000년에 뉴웰 러버메이드에 매각했다. 본사는 영국 이스트 서섹스의 뉴헤이번에 있다. 파커사는 1900년대 초 조터 시리즈의 볼펜, 만년필, 샤프, 수성펜을 내놓으며 유명해졌고(조터 시리즈는 클라시커 디자인중 하나로 선정되기도 한다), 그 이후로도 듀오폴드 시리즈, 벡터 시리즈, 뉴소네트 시리즈 등을 내놓았다. 과거에는 미국백악관 공식 필기구 납품 업체였지만 현재는 크로스에게 그 자리를 빼았겼다.

## 역사[1]
1888년, 교사로 재직하던 조지 새포트 파커(George Safford Parker)는 부업으로 만년필을 판매했다. 그런데 당시의 만년필들은 잉크가 자주 새는 문제점이 있어 고객들은 늘 불만이었고,결국 그는 자신이 직접 만년필을 만들기로 결심한다. 계속되는 연구와 실패를 거듭한 끝에 1894년, 잉크 유출방지 기술인 ‘Lucky Curve’ 시스템을 발명하여 특허를 받게 된다. 이것이 오늘날 파커의 탄생인 것이다.
필기는 역사를 발전시키는 중요한 수단이 되었으며 파커는 그 중심에 서 있었다. 20세기 초 미국경제가 급성장하는 동안, 만년필은 단순한 필기구에서 나아가 개인의 스타일을 대변해 주는 액세서리가 되었다. 파커 역시 금과 은은 물론 진주 등으로 세공한 만년필로 트렌드를 이끌었다. 그 당시 읽고 쓸 수 있었던 사람은 지식인층으로 한정되어 만년필의 소유 자체가 교양 있는 사람임을 보여주는 상징이었다.
그 후 제 1차 세계 대전으로 미국은 경제 위기를 맞이하게 되지만 반면 필기구 산업은 전성기를 맞게 된다. 가족들에게 편지를 쓰기 위해 펜이 필요했던 군인들에게 파커가 펜을 제공하였기 때문이다. 전쟁을 거치며 큰 성장을 이룩한 파커는 끊임없는 연구를 통해 파커 듀오폴드, 파커 51 등 그 당시를 대표하는 아이콘적인 모델을 선보이며 그 명성을 이어가게 된다.
파커 펜은 100여 년 동안 경제계, 정계 그리고 예술계의 리더들로부터 사랑받아왔다. 셜록 홈즈의 작가 아서 코난 도일경은 1920년대에 “내가 평생 찾던 펜은 바로 파커”라고 할 만큼 파커 펜을 애용했고, 마거릿 대처 전 영국수상은 1988년 파커의 영국 공장을 방문하고 “어린시절, 파커 펜을 갖는 것은 나의 꿈이었으며, 지금도 모든 서명에 G7 정상회담 때 받은 듀오폴드 펜을 사용한다.” 라고 밝힌 바 있다. 또한 파커 펜은 역사적으로 중요한 순간에도 사용되었다. 맥아더 장군은 태평양 전쟁 당시 일본의 항복문서에 서명할 때 그의 20년 된 파커 듀오폴드 펜을 사용했다. 1990년 6월 부시 대통령과 고르바쵸프 대통령은 백악관에서 파커 펜으로 자유무역 협정을 체결하여 사실상 냉전을 종식 시켰고, 영국 왕실은 파커를 공식 지정 펜으로 사용하고 있다.

## 같이 보기
- 파커 51
- 조터
- 펜의 종류, 상표, 제조사 목록